# Vườn quốc gia Ujście Warty
Vườn quốc gia Ujście Warty, hay Công viên quốc gia Warta River-mouth bằng tiếng Anh, (tiếng Ba Lan: Park Narodowy Ujście Warty) là công viên trẻ nhất trong số 23 công viên quốc gia của Ba Lan. Nó được thành lập vào ngày 19 tháng 6 năm 2001, tại khu vực có phần mở rộng nhỏ nhất của sông Warta, cho đến nơi hợp lưu với Odra (Oder), đánh dấu biên giới Ba Lan – Đức. Công viên có diện tích 80.38 km2 trong Lubusz Voivodeship. Cái tên Ujście Warty có nghĩa là "miệng của Warta" - từ ujście tiếng Ba Lan cũng được sử dụng để chấm dứt một con sông ở một con sông hoặc hồ khác chứ không phải biển.
Công viên được tạo ra trên khu vực của Khu bảo tồn thiên nhiên Słońsk trước đây, tồn tại từ năm 1977 và là một phần của Công viên phong cảnh Ujście Warty. Mặt đất ở đây đầm lầy và lầy lội, khiến nó trở thành nơi trú ẩn của các loài chim. Đây là lý do tại sao khu bảo tồn Słońsk trước đây, hiện là một phần của Công viên, vào năm 1984 được bao phủ bởi Công ước Ramsar, với mục đích là bảo vệ các khu vực như vậy.
Công viên có trụ sở chính tại làng Chyrzyno, gần Kostrzyn nad Odrą.

## Vùng nước
Con sông chính của Công viên là Warta, chia thành hai phần - Miền Nam (bao gồm khu bảo tồn Słońsk trước đây) và Miền Bắc - nơi được gọi là Bắc Polder. Ở miền Nam, sự thay đổi mực nước hàng năm lên tới 4m và Công viên ở đây đóng vai trò là một hồ nước khổng lồ theo mùa cho những vùng tràn nước. Mực nước ở đây tăng thường vào cuối mùa thu, nhưng cao nhất vào mùa xuân (tháng 3 tháng 4). Phần phía Bắc rất nhiều các kênh đào khác nhau và nó được ngăn cách với Warta bởi một con đê.

## Động vật hoang dã

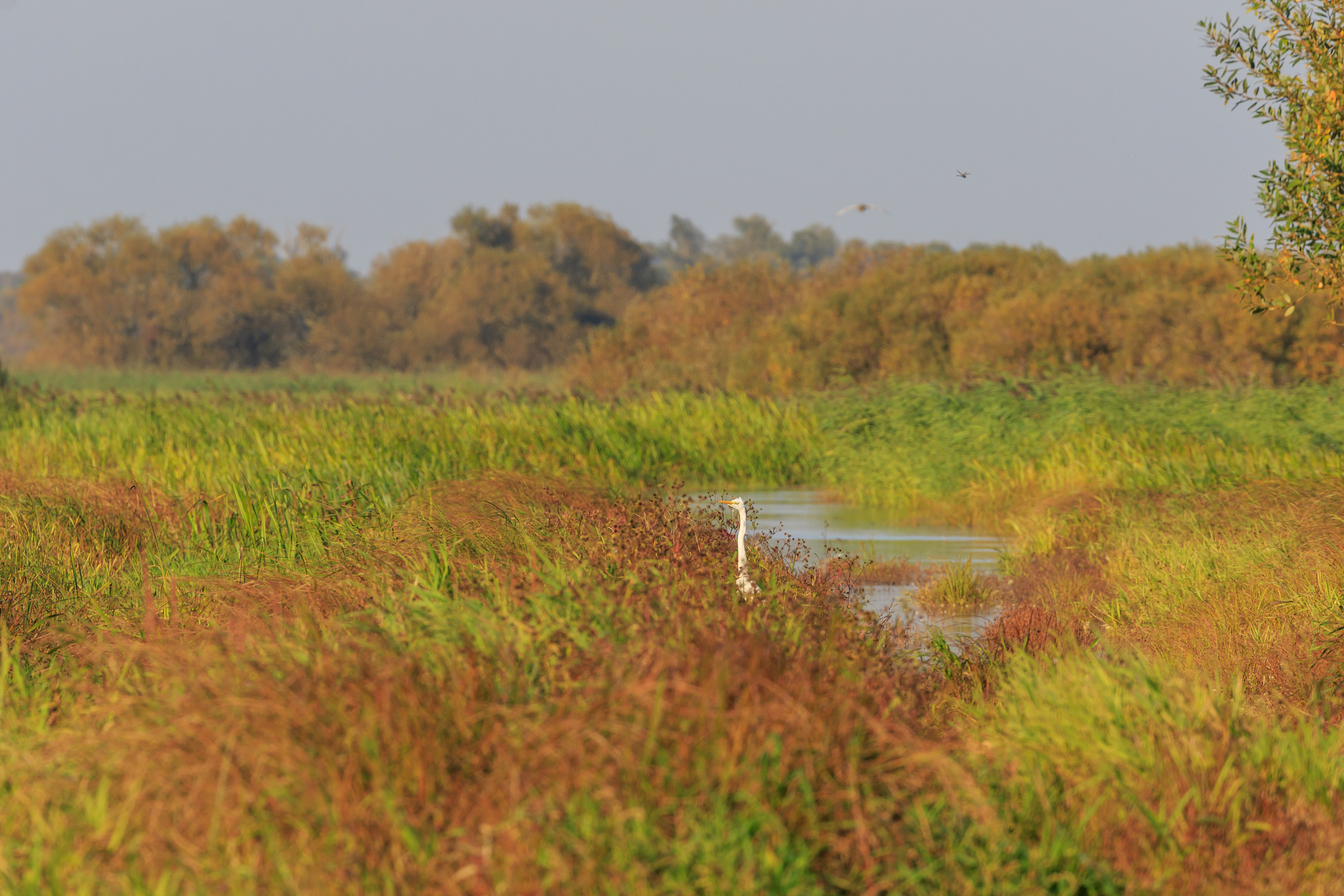
Diệc lớn trong công viên quốc gia Ujście Warty

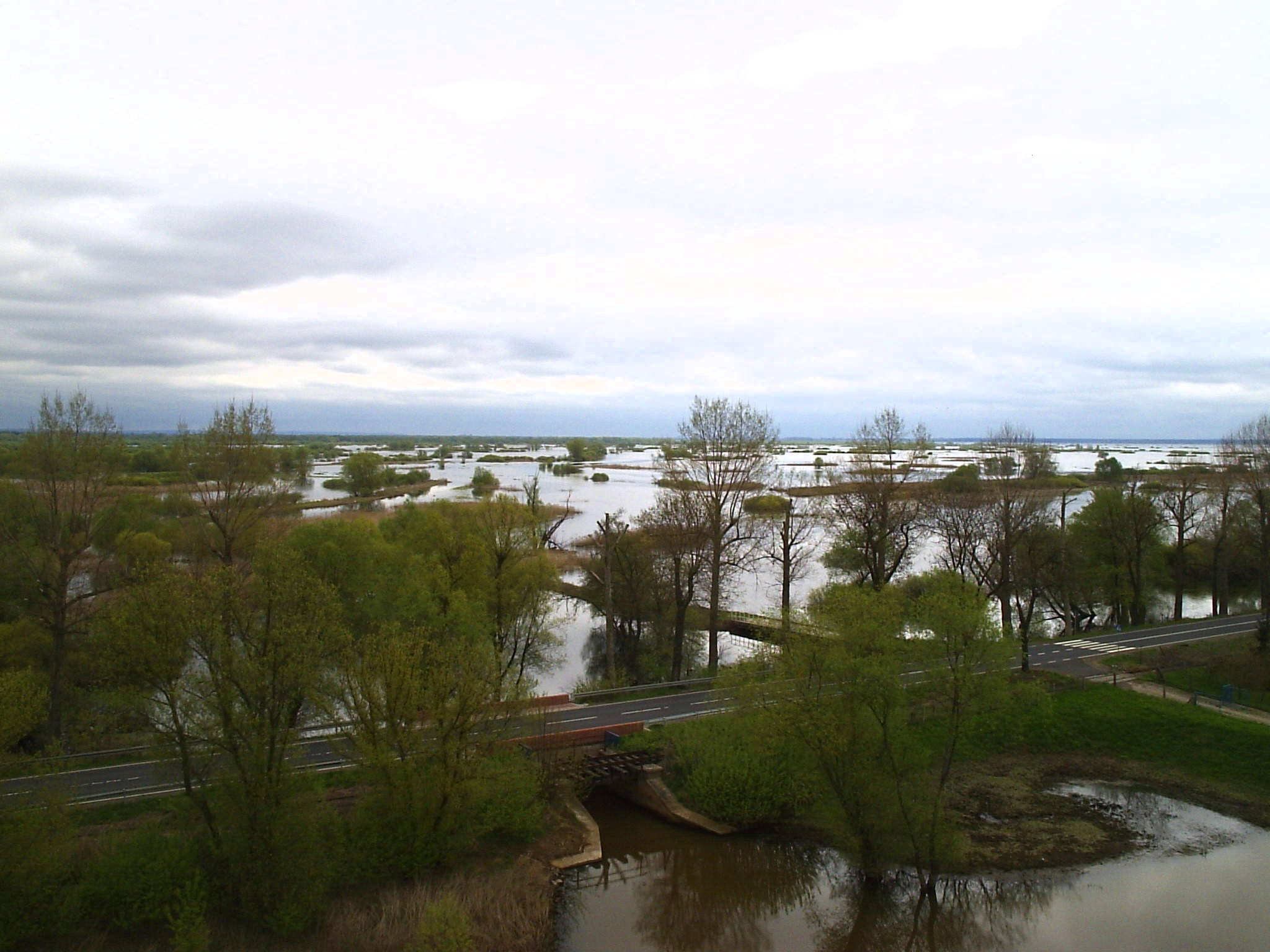
Khu bảo tồn chim với một con đường để tiếp cận

Đời sống thực vật rất không đồng nhất về mặt sinh học. Đó là điều tự nhiên ở mức độ lớn, mặc dù hàng trăm năm hoạt động của con người đã ảnh hưởng đến nó, đặc biệt là ở các khu vực có rừng. Mặt khác, thiên nhiên ở các khu vực đầm lầy gần Warta, chủ yếu không bị ảnh hưởng và đó là một đối tượng nghiên cứu thú vị cho các nhà sinh học từ Ba Lan và các nước châu Âu khác. Điều này là do hầu hết các thung lũng sông lớn ở châu Âu đã bị thay đổi bởi con người.
Khu vực của Công viên là một trong những khu vực quan trọng nhất của các tổ chim ở Ba Lan. Có 245 loài chim ở đây và 160 tổ, trong đó có 7-8 loài vịt. 26 loài đang bị đe dọa (theo danh sách của BirdLife International). Trong số đó là: Acrocephalus paludicola, Crex crex, Limosa limosa, Grus grus, Botaurus stellaris, Ixobychus minutus hoặc khá phổ biến ở đây Chlidonias Nigeria.
Hơn nữa, trong Công viên có 34 loài động vật có vú, bao gồm rái cá (Lutra lutra) và hải ly (Castor fibre).
Mối đe dọa chính đối với hệ sinh thái của Công viên đó là sự trở lại của các loài thực vật lớn hơn với các hệ thống đồng cỏ và bãi cỏ. Sự tái sinh của chúng gây nguy hiểm cho những con chim, vì vậy chính quyền của Công viên đã thực hiện các bước cần thiết để chống lại hiện tượng này.
Từ ngày 31 tháng 5 năm 1996, đã có Trung tâm Giáo dục Tự nhiên tại Chyrzno, từ mùa thu năm đó đã tổ chức các khóa học cho học sinh và sinh viên. Trong số các hoạt động được thực hiện bởi Centee có: các chuyến đi đến Công viên, trại nghiên cứu chim, hội thảo sinh thái. Trong Công viên có một số đường mòn đi bộ và đi xe đạp và hai lối đi tự nhiên Ptasim szlakiem (dọc theo đường chim hay qua lại), đi qua những phần có giá trị nhất của khu bảo tồn Słońsk.
Hội đồng quản trị của Park sở hữu một nhà nghỉ nhỏ với 5 phòng qua đêm cho 15 người và một nhà khách cho khoảng 30 khách.